# Elezioni federali in Germania del 1969
Le elezioni federali nella Repubblica Federale di Germania del 1969 si tennero il 28 settembre per il rinnovo del Bundestag.
Si recarono alle urne l'86.7% dei cittadini aventi diritto al voto.

## Risultati
| Liste                                          | Maggioritario | Maggioritario | Maggioritario | Proporzionale | Proporzionale | Proporzionale | BB | Totale seggi |
| Liste                                          | Voti          | %             | Seggi         | Voti          | %             | Seggi         | BB | Totale seggi |
| ---------------------------------------------- | ------------- | ------------- | ------------- | ------------- | ------------- | ------------- | -- | ------------ |
| Partito Socialdemocratico di Germania (SPD)    | 14.402.374    | 44,03         | 127           | 14.065.716    | 42,67         | 97            | 13 | 237          |
| Unione Cristiano-Democratica di Germania (CDU) | 12.137.148    | 37,10         | 87            | 12.079.535    | 36,64         | 106           | 8  | 201          |
| Unione Cristiano-Sociale in Baviera (CSU)      | 3.094.176     | 9,46          | 34            | 3.115.652     | 9,45          | 15            | -  | 49           |
| Partito Liberale Democratico (FDP)             | 1.554.651     | 4,75          | -             | 1.903.422     | 5,77          | 30            | 1  | 31           |
| Partito Nazionaldemocratico di Germania (NDP)  | 1.189.375     | 3,64          | -             | 1.422.010     | 4,31          | -             | -  | -            |
| Azione per il Progresso Democratico            | 209.180       | 0,64          | -             | 197.331       | 0,60          | -             | -  | -            |
| Partito Bavarese (BP)                          | 54.940        | 0,17          | -             | 49.694        | 0,15          | -             | -  | -            |
| Partito Federalista Europeo                    | 20.927        | 0,06          | -             | 49.650        | 0,15          | -             | -  | -            |
| Partito Pangermanico (GDP)                     | -             | -             | -             | 45.401        | 0,14          | -             | -  | -            |
| Altri <0,10%                                   | 50.745        | 0,16          | -             | 37.613        | 0,11          | -             | -  | -            |
| Totale                                         | 32.713.516    |               | 248           | 32.966.024    |               | 248           | 22 | 518          |

## Conseguenze
Per la prima volta dal dopoguerra il Partito socialdemocratico riesce a formare un governo, insieme al FDP, con a capo Willy Brandt.